# عبد الهادي الصالح
عبد الهادي الصالح (1951 - ): سياسي وكاتب صحفي كويتي، ووزير سابق في الحكومة الكويتية من عام 2006 وحتى 2007.

## نبذة مختصرة
عبد الهادي عبد الحميد علي محمد الصالح من مواليد الكويت عام 1951 م، يحمل شهادة الليسانس في الحقوق والشريعة الإسلامية من جامعه الكويت ، شارك في التشكيل الوزراي عام 2006 وحمل حقيبة وزارة الدولة لشوؤن مجلس الامة.

## السيرة العلمية
- من مواليد عام 1951 ويحمل ليسانس في الحقوق والشريعة الإسلامية من جامعه الكويت عام 1985.
- عمل في وزارة المواصلات بمنصب رئيس قسم التشغيل .
- عضو سابق في جمعية الثقافة الاجتماعية حيث شارك في لجانها ثم تولى منصب أمين سر فيها ومن ثم نائبا لرئيس مجلس الإدارة .
- عضو في جمعية الصحفيين الكويتية .
- تم اعتقاله من قبل النظام العراقي - وبقي في الأسر حتى تحرير الكويت 1991 .

## وصلات خارجية
عبد الهادي عبد الحميد علي محمد الصالح